# Грибов Роман Валентинович
Роман Валентинович Грибов (нар. 1990, Золотоноша, УРСР) — український військовослужбовець. 
Йому приписують авторство відомої фрази «Русский военный корабль, иди на хуй»

## Життєпис
Роман Валентинович Грибов народився 1990 року в місті Золотоноші Золотоніського району Черкаської области. Закінчив Золотоніський професійний ліцей (2008, спеціальність — машиніст бульдозера).

### Російсько-українська війна
Хоча Грибов хотів стати військовим з самого дитинства, працював та був відомим завдяки цьому у своєму місті. У 2018 році підписав контракт та потрапив у Одесу як морський піхотинець у 35-й окремій бригаді морської піхоти імені контрадмірала Михайла Остроградського.

### Вторгнення 2022 року
24 лютого перебував на острові Зміїний під час атак російських військ на нього. Вважався автором знаменитої фрази: «Русский военный корабль, иди на хуй», яку начебто проголосив у відповідь на  вимогу росіян скласти зброю та здатися. Перебував у російському полоні разом з побратимами. Пережив фізичні та психологічні тортури:

| Почалося з Криму. Далі були наметові табори, СІЗО. З нами поводилися гірше, ніж із собаками. Переодягали у «робу» зеків, тиснули морально. Ставилися до всіх однаково, їм було байдуже, хто перед ними – військовий, жінка, священник. |
| — Роман Грибов |

24 березня Україна та Росія провели перший повноцінний обмін військовополоненими, внаслідок якого прикордонника звільнили. 29 березня голова Черкаської ОВА Ігор Табурець нагородив прикордонника відзнакою «За заслуги перед Черкащиною»:

| Мав за честь вітати на Батьківщині нашого без перебільшення легендарного прикордонника. Роман брав участь в обороні острова Зміїний. Творець того самого гасла війни з російськими окупантами. Черкащанин разом із побратимами продемонстрували всьому світові твердість і міцність українського духу, нашу незламність. |
| — Ігор Табурець |